# 6132 Danielson
6132 Danielson è un asteroide della fascia principale. Scoperto nel 1990, presenta un'orbita caratterizzata da un semiasse maggiore pari a 2,4666208 UA e da un'eccentricità di 0,1619860, inclinata di 2,96147° rispetto all'eclittica.